# Taraxacum officinale
Taraxacum officinale est un nom scientifique qui a décrit une espèce puis un agrégat d'espèces du genre Taraxacum. C'est-à-dire, en termes vernaculaires, que ce nom a été donné à un pissenlit puis à un ensemble de plusieurs espèces de pissenlits.
Le nom Taraxacum officinale n'est plus valide même s'il reste très employé. On l'utilise par facilité, même s'il est source de confusion dans une classification du genre Taraxacum déjà très complexe.

« C'est le pissenlit qui donne, vers le commencement de mai, la première miellée notable du printemps, fournissant abondamment aux abeilles, que l'on peut cesser de nourrir à ce moment, nectar et pollen. (Vallée du fleuve Saint-Laurent) »

— Frère Marie-Victorin, Flore laurentienne, 1935.

## Taraxacum officinaleWeber ex F.H.Wigg.
- Stricto sensu, Taraxacum officinale Weber ex F.H.Wigg., est une espèce endémique en Scandinavie. Son nom scientifique valide est Taraxacum campylodes. Cette espèce est donc strictement scandinave.

## Taraxacum officinaleWeber ex F.H.Wigg. agg.
- Taraxacum officinale Weber ex F.H.Wigg. agg. est un agrégat d'espèces du genre Taraxacum. Les espèces de cet ensemble ressemblent beaucoup, par certains caractères, à l'espèce Taraxacum officinale. La détermination de chaque espèce est donc difficile. On considère pourtant à l'heure actuelle qu'on ne doit pas parler d'un agrégat d'espèces mais d'une section du genre Taraxacum, en l'occurrence la section Ruderalia. Les espèces de cet ancien agrégat ou de cette section ont une répartition européenne et même mondiale.[réf. nécessaire]

Taraxacum officinale Weber ex F.H.Wigg. agg.
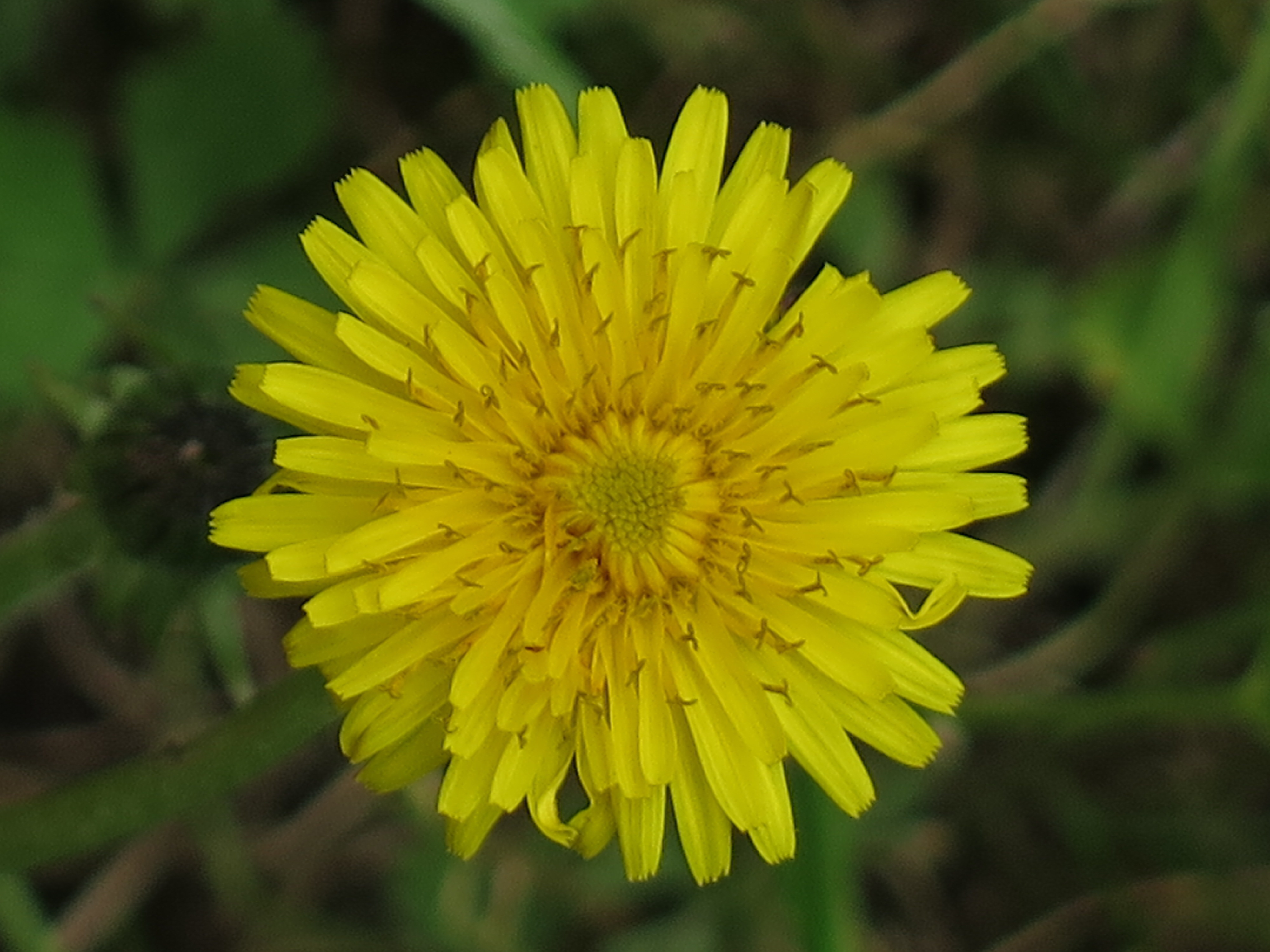
Fleur épanouie.
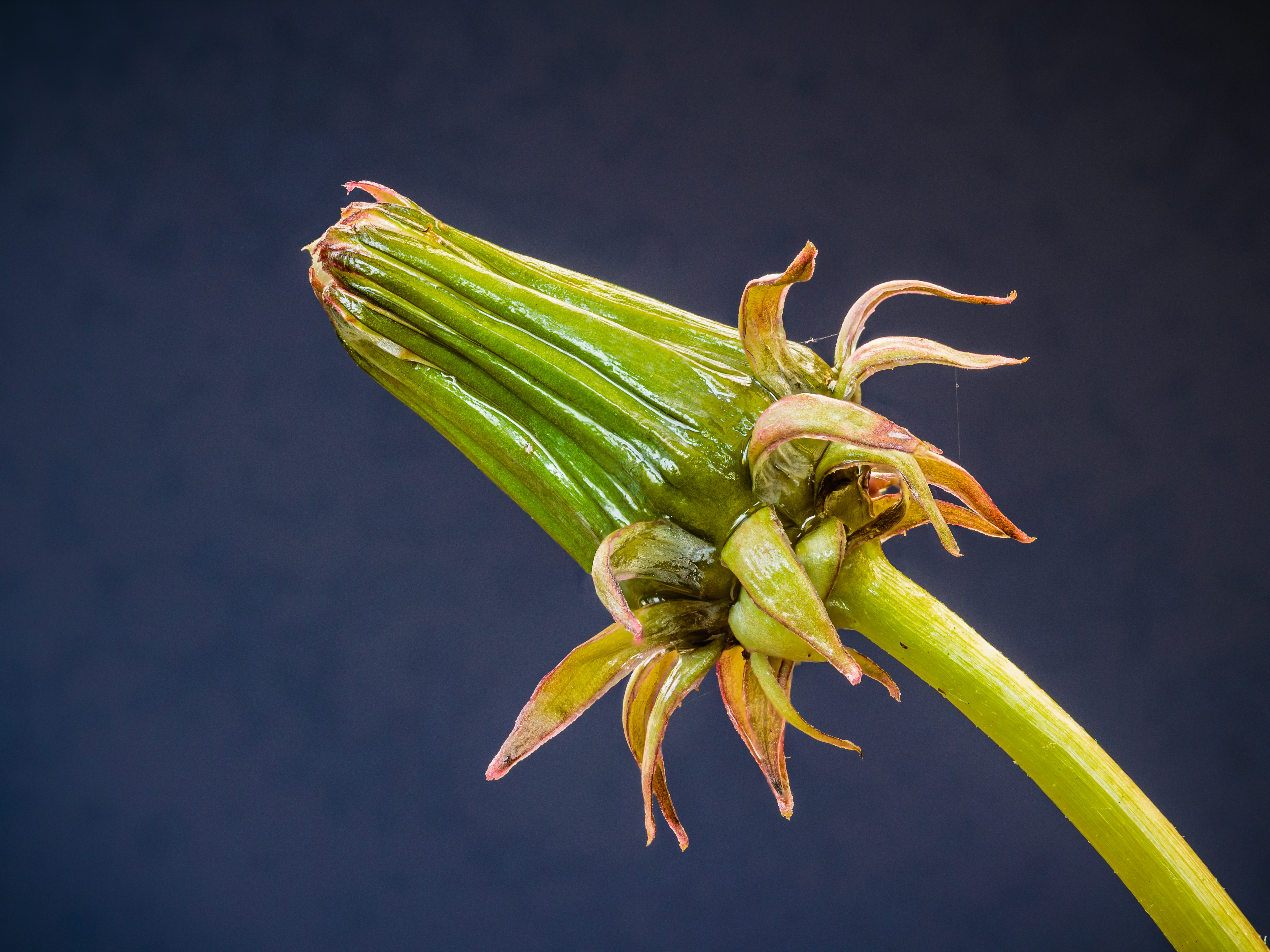
Fleur fermée tôt le matin.
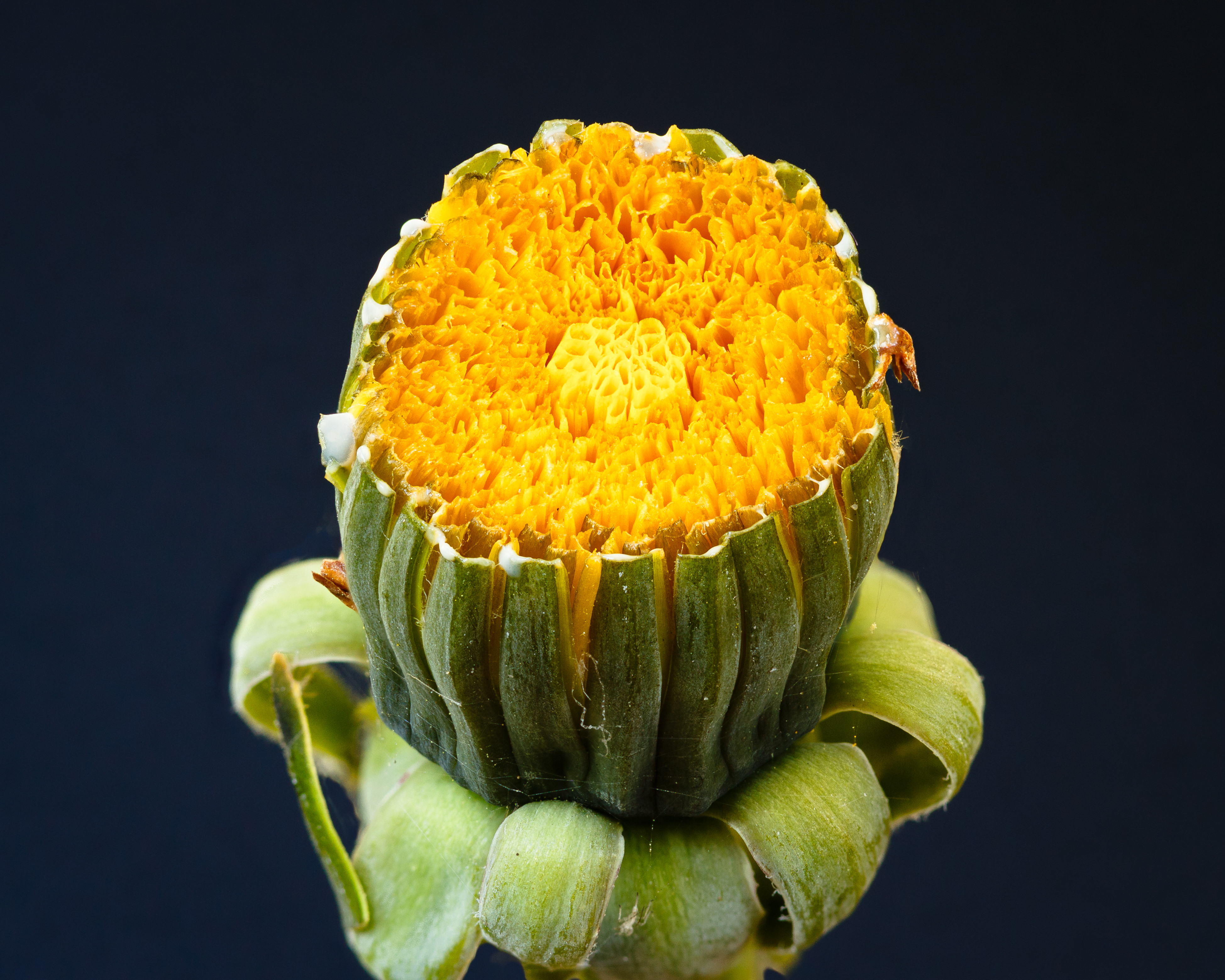
Section transversale d'une fleur fermée.
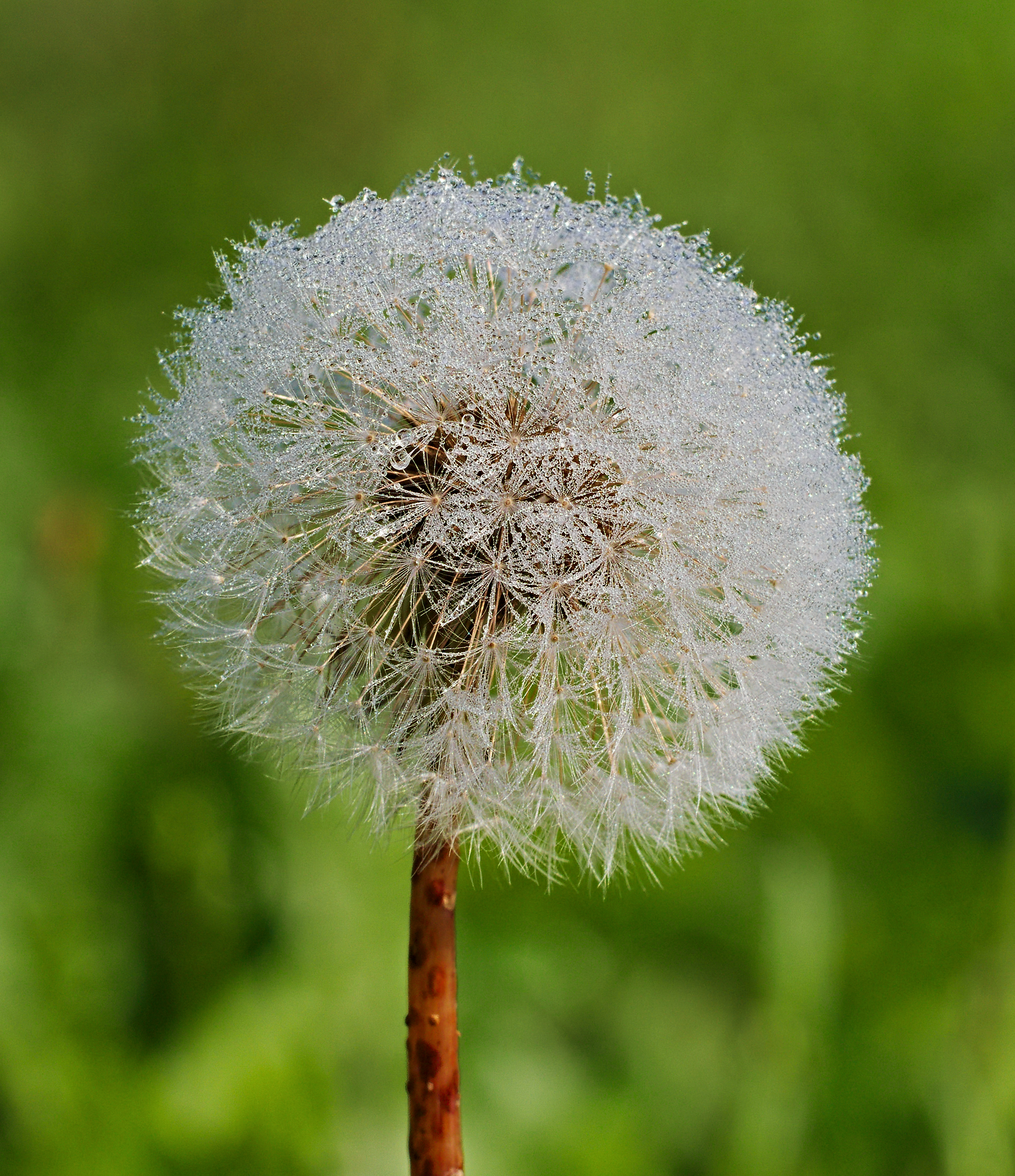
Capitule en fruit.
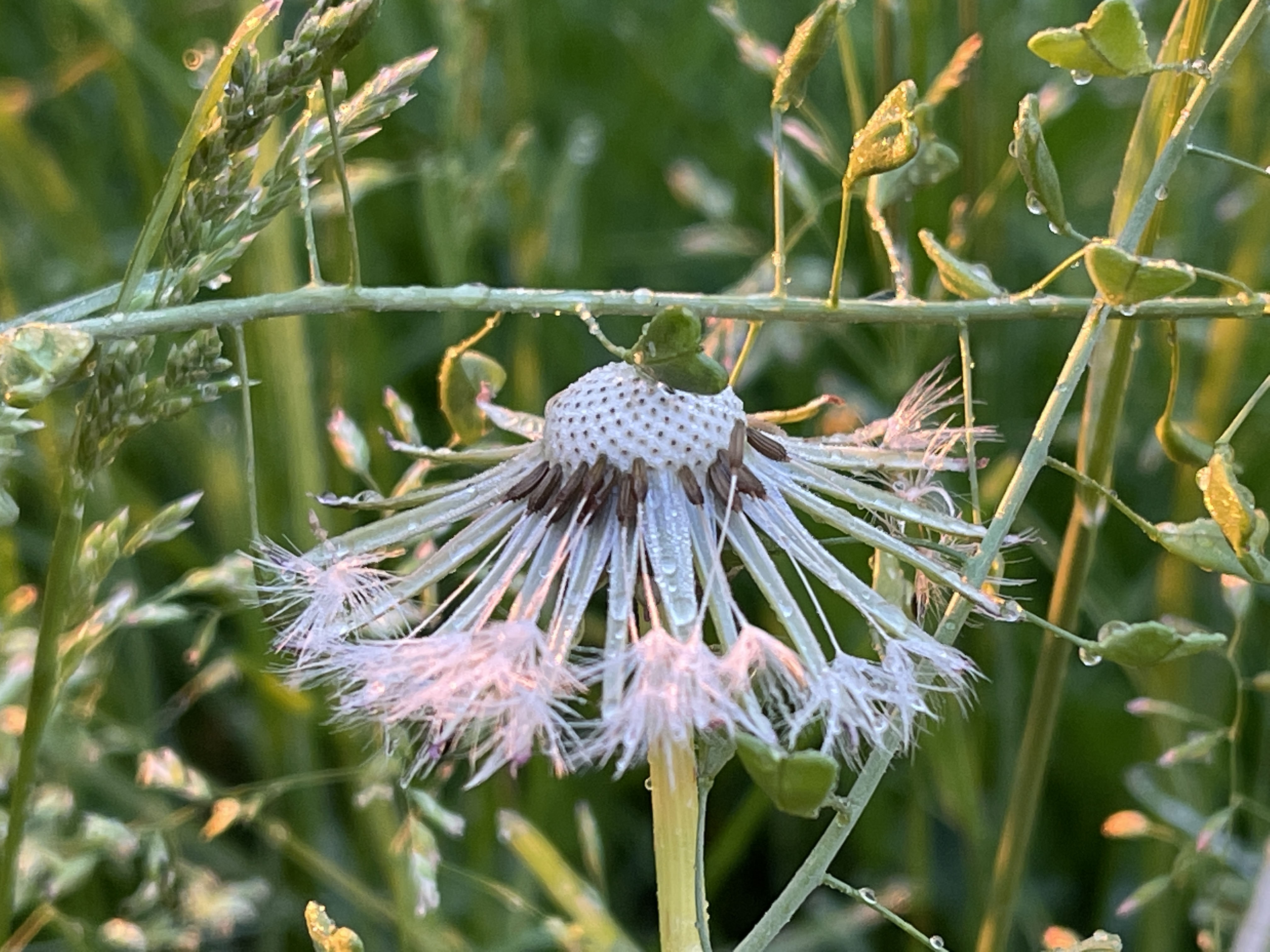
Capitule en fin de fructification.